# Římskokatolická farnost Rosice u Brna
Římskokatolická farnost Rosice u Brna je římských katolíků s farním kostelem svatého Martina v děkanství rosickém. Do farnosti spadají obce Babice u Rosic, Omice, Rosice, Tetčice a Zastávka.

## Historie farnosti
Původně románský kostel pochází pravděpodobně z 12. století, počátkem 13. století již stál. Chrám byl goticky upraven a rozšířen o původně samostatnou gotickou severní kapli. Upraven byl také renesančně, tehdy byl rozšířen o jižní kapli. Barokní úpravy přinesly změnu přístupu do kostela ze západní strany přes věž a výměnu oken. V 18. století dostaly vnitřní prostory kostela nynější podobu – hlavní a boční oltáře, kazatelnu a ostatní výzdobu.

## Duchovní správci
Prvním známým duchovním správcem byl roku 1378 farář Bernuš, který byl tohoto roku svědkem na kupní listině oslavanského kláštera. V druhé polovině 16. století a v prvních letech století sedmnáctého zde působili nekatoličtí duchovní. Katolická duchovní správa v Rosicích byla obnovena roku 1628. V následujících desetiletích spadaly pod rosickou farnost neobsazené fary v okolí (Veverská Bítýška, Omice, Říčany, Troubsko, Popovice, Lukovany). Dochované matriky byly vedeny od roku 1644, kostelní účty od roku 1708. Současná fara je na svém místě od roku 1632. Rosické děkanství bylo ustanoveno roku 1789.
Farářem byl od 1. října 2010 R. D. Mgr. Ing. Jan Klíma, toho 1. srpna 2025 nahradil R. D. Mgr. Josef Maincl, který se stal i rosickým děkanem.

## Bohoslužby
| Kostel                   | Místo          | Bohoslužba                                    | Bohoslužba            | Poznámka        |
| ------------------------ | -------------- | --------------------------------------------- | --------------------- | --------------- |
| sv. Martina              | Rosice         | neděle úterý (červenec a srpen) čtvrtek pátek | 9.15 18.00 8.00 18.00 | farní kostel    |
| sv. Jakuba Staršího      | Omice          | neděle úterý (liché, od září do června)       | 7.45 18.00            | filiální kostel |
| sv. Antonína Paduánského | Babice u Rosic | úterý (sudé, od září do června)               | 18.00                 | kaple           |
| sv. Jana Křtitele        | Zastávka       | sobota                                        | 17.30                 | kaple           |
| Nejsvětější Trojice      | Rosice         | neslouží se                                   | neslouží se           | kaple           |
| svatého Floriána         | Tetčice        | neslouží se                                   | neslouží se           | kaple           |

## Hřbitovy ve farnosti

### Rosice
Původní farní hřbitovy se nacházejí v okolí farního kostela. Nejstarší pohřebiště se nacházelo okolo celého kostela na jeho výškové úrovni - toto místo bylo roku 1843 zmenšeno o západní část ale také rozšířeno východně o dnešní takzvanou farskou zahradu, která se nachází západně od kostela a přiléhá až k dnešní ulici Na Schodech. Dětský hřbitov neviňátek, se samostatným vchodem se nachází pod úrovní kostela asi 10 m jižně od něj. Na těchto hřbitovech se již nepohřbívá. V roce 1856 byl zřízen nový hřbitov který vznik na periferii obce na pravé straně silnice do Brna, ale nyní je zhruba v centru zástavby města. Hřbitov byl dvakrát rozšířený. Roku 1892 zhruba zdvojnásobil svou plochu rozšířením na východ. V rozšířené části vznikla kaple Všech Svatých s vestavěnou rodinnou hrobkou uhlobaronů Rahnů. K druhém rozšíření došlo v 80. letech 20. století, kdy bylo ke zrušené zdi přistavěno kolumbárium na úkor části ulice Máchova.

### Omice
Původní hřbitov se nacházel v bezprostředním okolí filiálního kostela. Byl zrušen v roce 1902. Nový hřbitov se nachází jižněji na ulici Tetčická asi 180 m od kostela.

### Babice u Rosic
Obecní hřbitov byl zřízen v roce 1939 na svahu nad obcí vlevo u silnice do Zastávky, na základě rozhodnutí obecního zastupitelstva. Rozšířen byl poprvé v letech 1954-1955 a v roce 1968 podruhé do dnešní velikosti.

## Fotogalerie

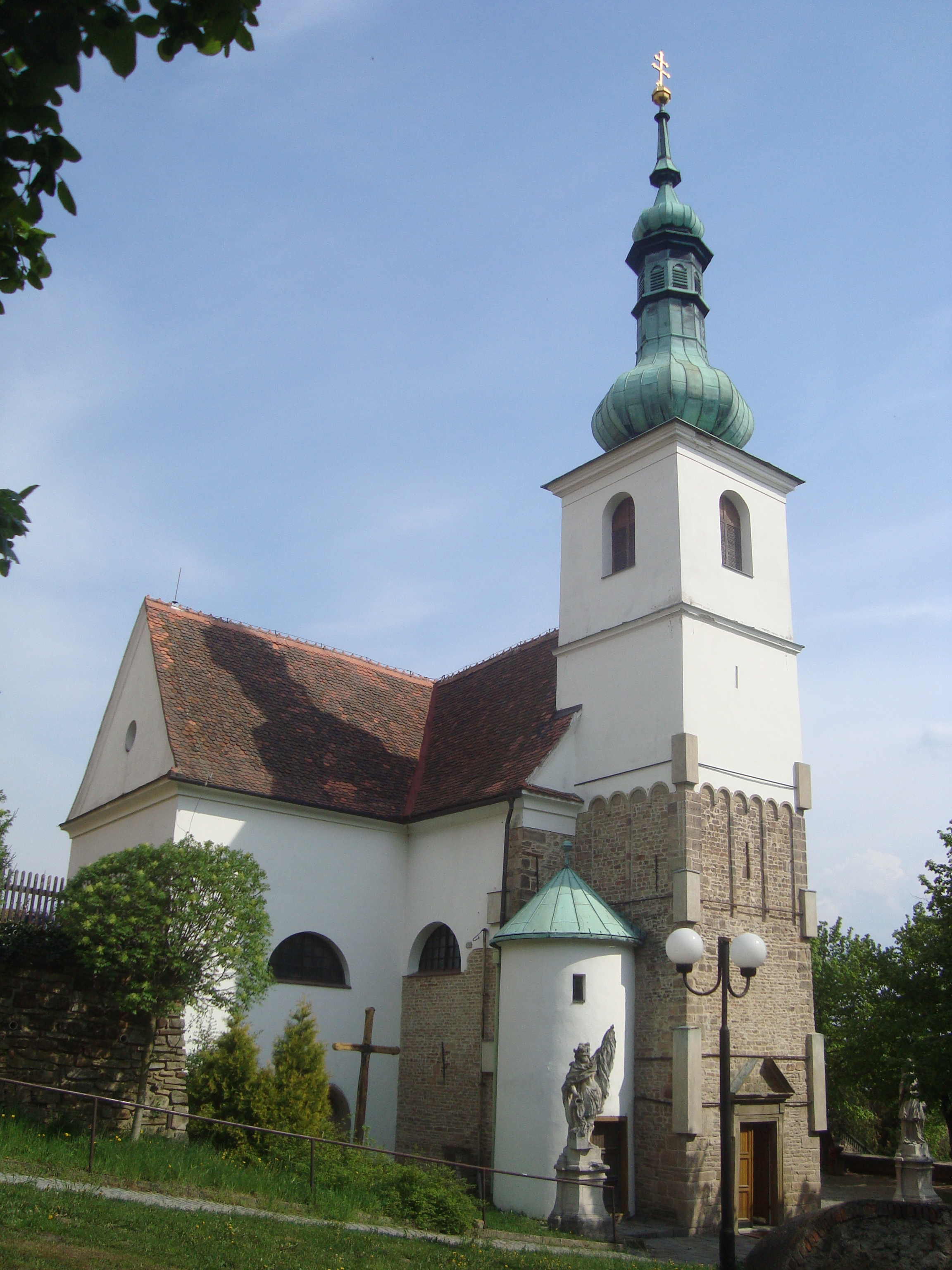
Farní kostel svatého Martina v Rosicích
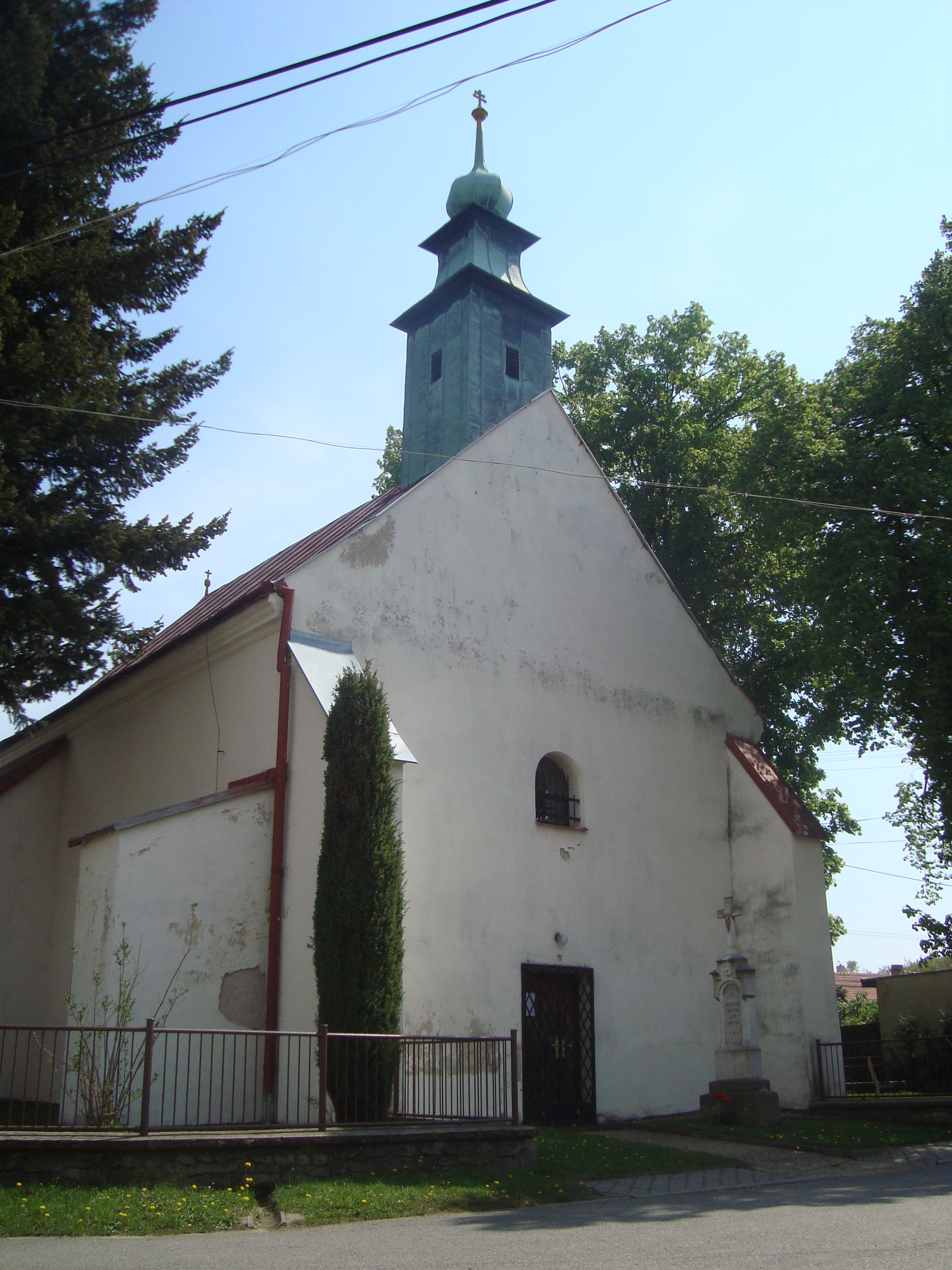
Filiální kostel svatého Jakuba Staršího v Omicích
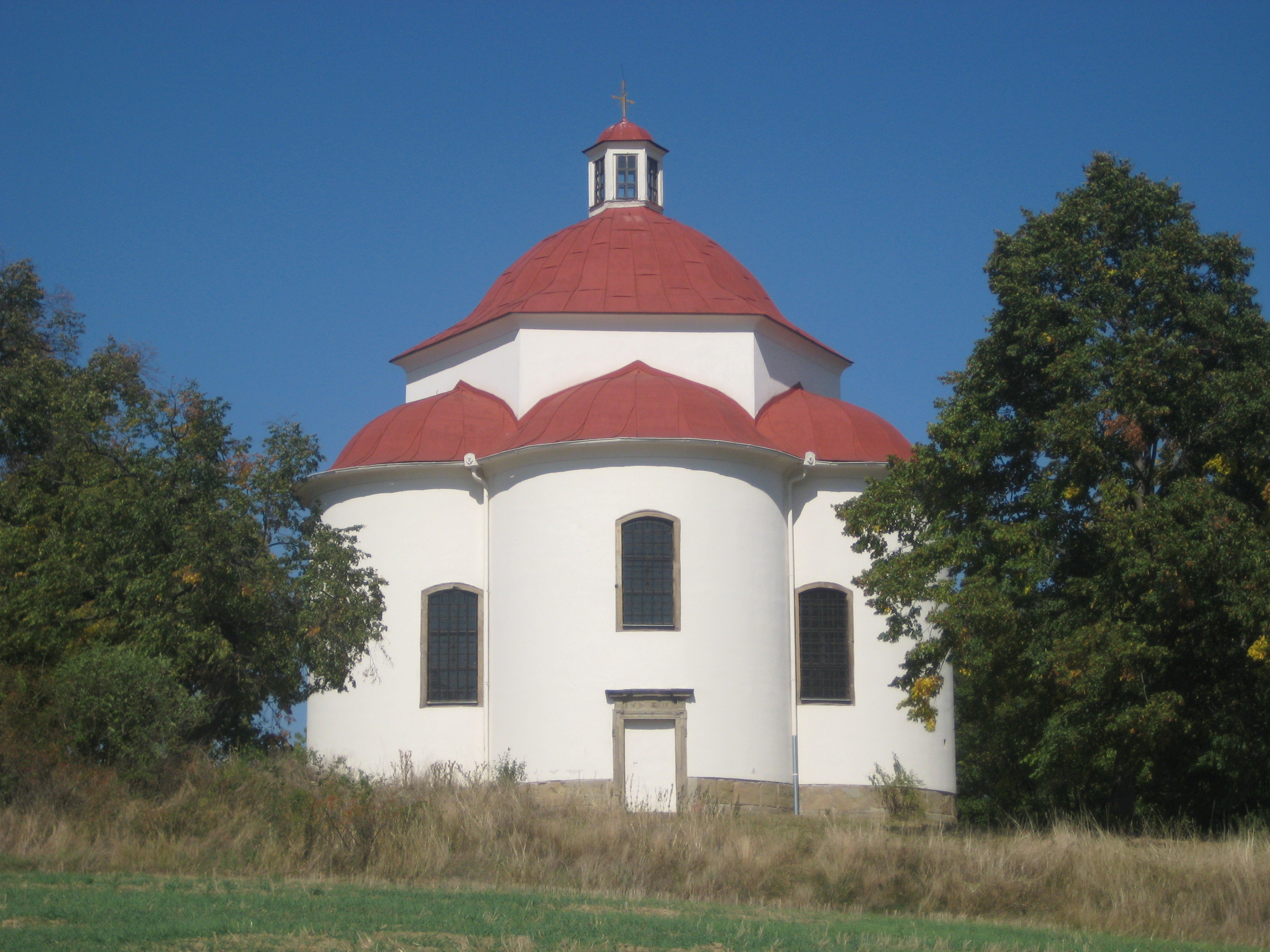
Kaple Nejsvětější Trojice v Rosicích
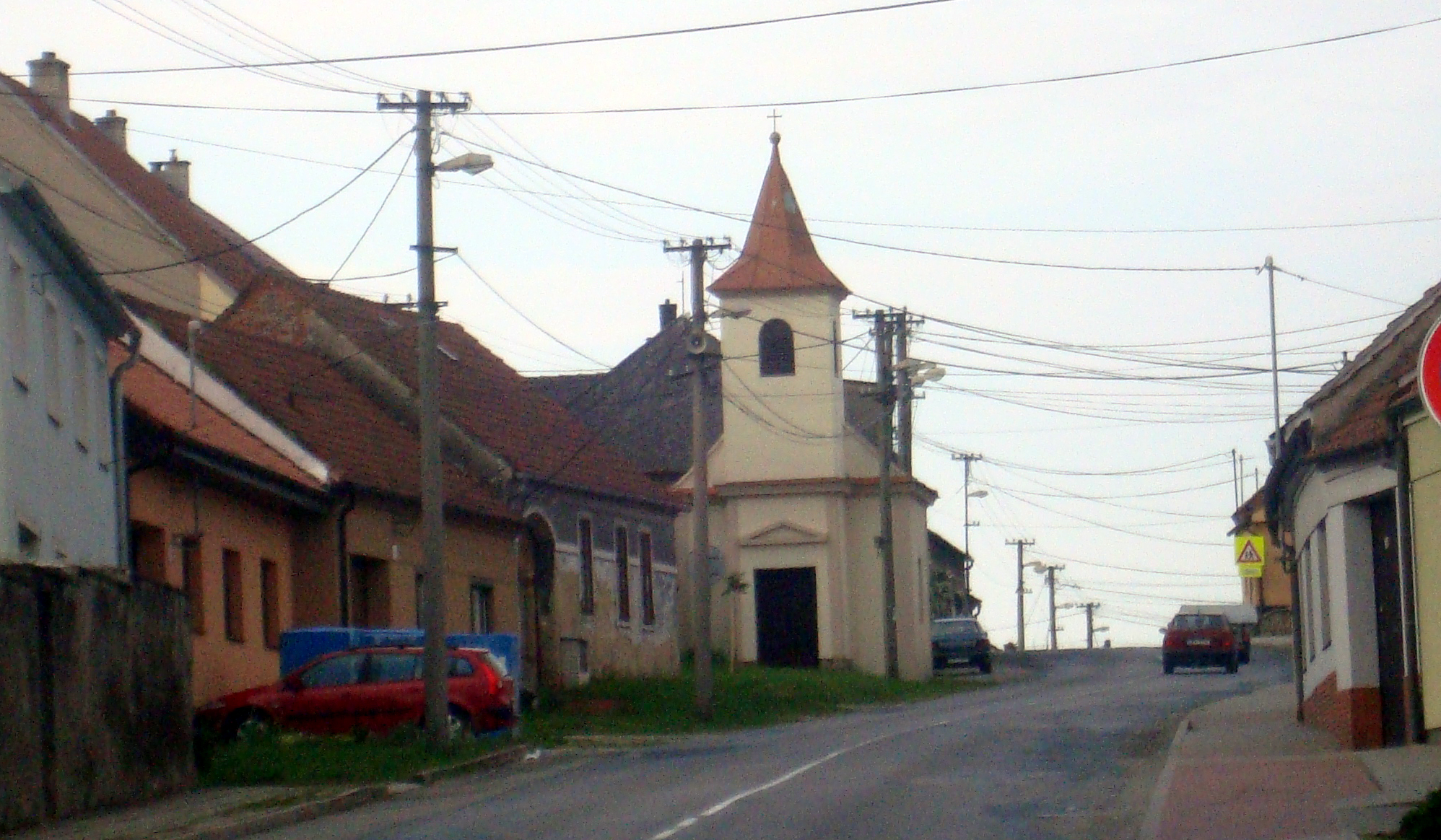
Kaple svatého Floriána v Tetčicích
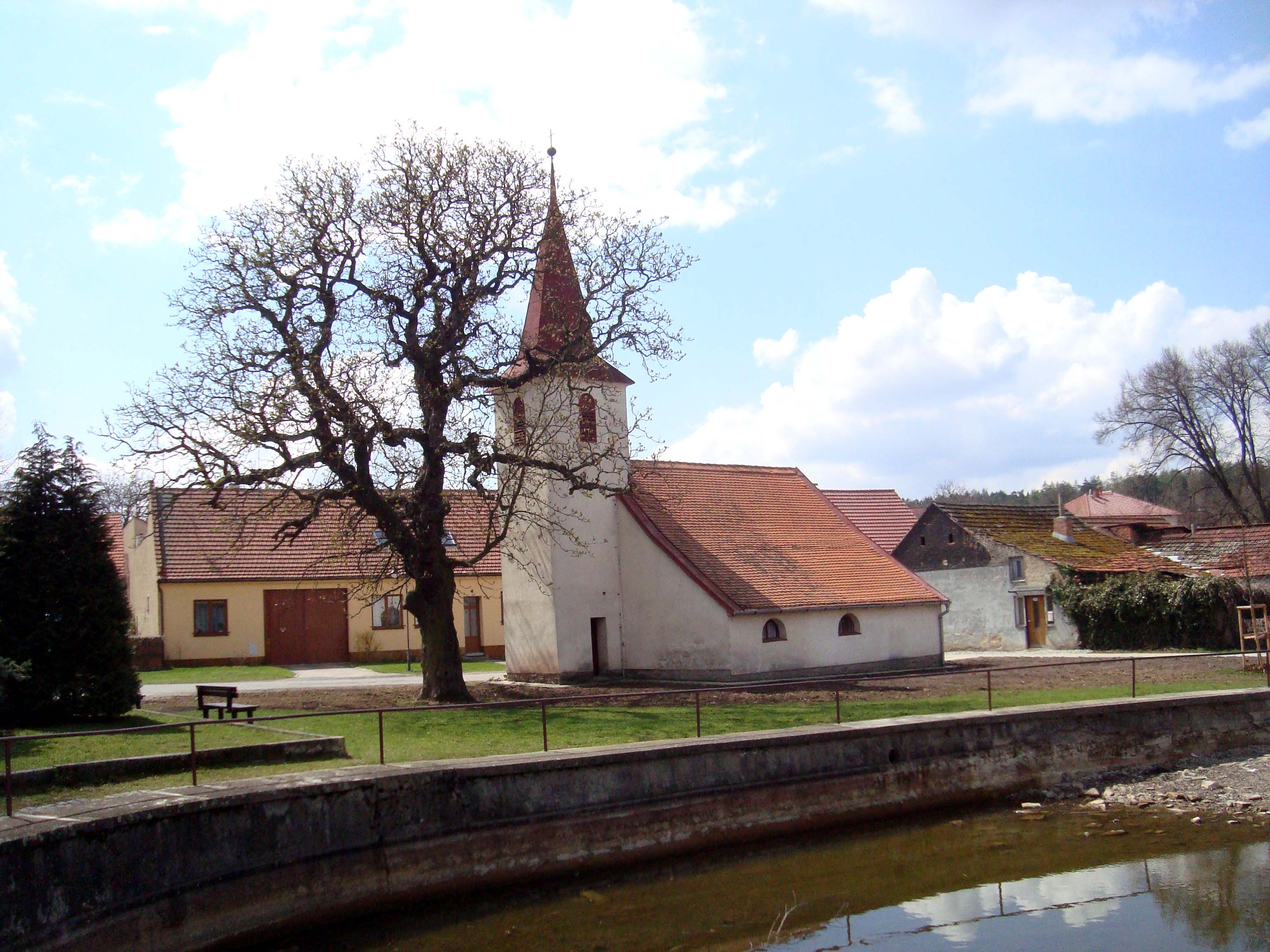
Kaple svatého Antonína Paduánského v Babicích
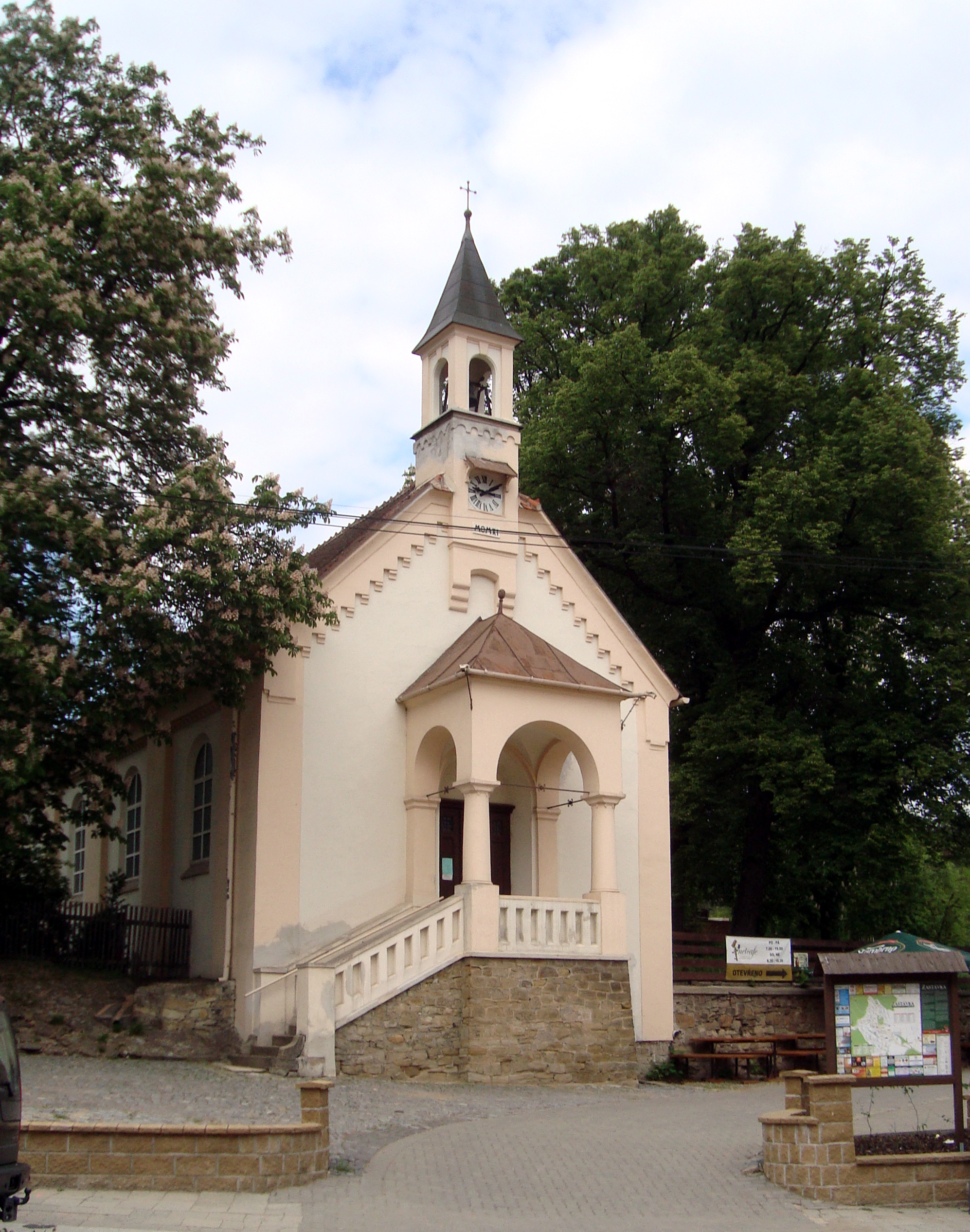
Kaple Jana Křtitele v Zastávce

## Aktivity ve farnosti
Na 17. listopad připadá Den vzájemných modliteb farností za bohoslovce a bohoslovců za farnosti brněnské diecéze. Adorační den se koná 7. prosince.
Ve farnosti se konají pravidelné biblické hodiny, funguje farní filmový klub. Konají se rovněž biblické hodiny, setkávání manželských párů, Modlitby matek i nedělní kavárnička. Farnost se pravidelně účastní akce Tříkrálová sbírka, v roce 2015 se při ní ve farnosti vybralo 70 154 korun. V roce 2014 se farnost zúčastnila projektu Noc kostelů.